# Balmaha

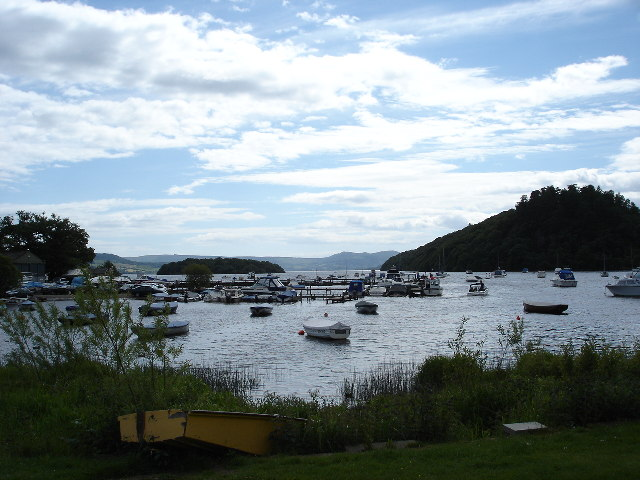
Stocznia i port na jeziorze Loch Lomond w Balmasze.

Balmaha (gael. Baile Mo Thatha) – wieś w Szkocji, położona na wschodnim brzegu jeziora Loch Lomond, u stóp wzgórza Conic Hill na północny zachód od Drymen. 
We wsi znajduje się port żeglarski oraz centrum turystyczne Queen Elizabeth Forest Park.